# Gheață, zăpadă, zăpadă și foc
And the Children Shall Lead este un episod din sezonul al III-lea al serialului original Star Trek. A avut premiera la 11 octombrie 1968.

## Prezentare
Membrii echipajului navei Enterprise salvează un grup de copii abandonați pe o planetă, împreună cu maleficul lor prieten „imaginar”.